# Aureliano in Palmira

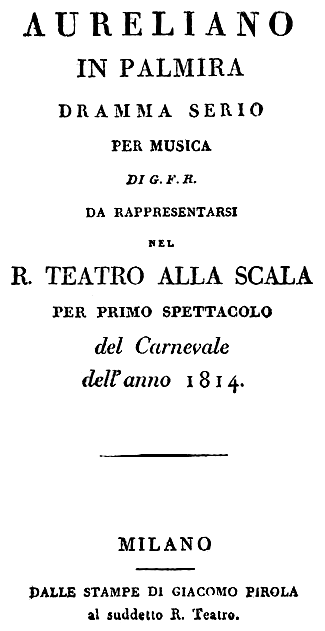
Librettots titelsida, Milano 1814.

Aureliano in Palmira är en opera (dramma serio per musica) i två akter med musik av Gioacchino Rossini och libretto av Felice Romani efter Gaetano Sertors libretto Zenobia in Palmira till Pasquale Anfossi opera (1789).

## Historia
Efter succéerna med Tancredi och Italienskan i Alger tillbringade Rossini flera månader i Milano för att revidera operorna för Teatro Re, samt komponera två nya operor för operahuset La Scala: Aureliano in Palmira och Turken i Italien. Aureliano in Palmira var Rossinis enda opera med en kastratsångare som huvudroll, Giovanni Velluti (1780-1861). Operan hade premiär den 26 december 1813 på La Scala. Kritiken ansåg att den inte levde upp till storheten i Tancredi men den spelades ändå 14 gånger.

## Personer
- Aureliano, romersk kejsare (tenor)
- Zenobia, drottning av Palmyra, Arsaces älskade (sopran)
- Arsace, Prins av Persien (altkastrat)
- Publia, Valerianos dotter, hemligt förälskad i Arsace (mezzosopran)
- Oraspe, general i Palmyras armé (tenor)
- Licinio, en tribun (bas)
- Il Gran Sacerdote (Överstepräst) (bas)

## Handling
Drottning Zenobia och prins Arsace älskar varandra. De sitter fångna hos fienden Aureliano, som i sin tur älskar Zenobia. När han förstår att Zenobia motstår hans uppvaktning med hög moral friger han storsint dem båda.

## Musiken
Orkestern består av:
- Träblås: två flöjter, två oboer, två klarinetter, två fagotter
- Bleckblås: två valthorn, två trumpeter, trombon
- Slagverk: pukor, bastrumma
- Stråkar
- Basso continuo

Operan innehåller följande musiknummer:
- Sinfonia (Ouvertyr)

Akt I
- 1 Introduktion: "Sposa del grande Osiride" (Kör, Gran Sacerdote, Zenobia, Arsace, Oraspe)
- 2 Aria: "Stava, dirà la terra" (Gran Sacerdote)
- 3 Marsch, kör och cavatina: "Vivi eterno, o grande Augusto - Cara patria, il mondo trema" (Aureliano)
- 4 Duett: "Pensa che festi a Roma" (Aureliano, Arsace)
- 5 Kör: "Venga Zenobia, o Cesare"
- 6 Scen: "Cedi, cedi, a lui t'arrendi - Là pugnai, la sorte arrise" (Zenobia, Coro)
- 7 Final I: "Chi sa dirmi, o mia speranza" (Arsace, Zenobia, Aureliano, kör, Licinio, Oraspe)

Akt II
- 8 Kör: "Del Cielo, ahi miseri"
- 9 Duett: "Se liberta t'è cara" (Aureliano, Zenobia)
- 10 Kör, scen och aria "L'Asia in faville è volta - Perché mai le luci aprimmo" (Arsace)
- 11 Rondo: "Ah, non posso, al mio tesoro" (Arsace, Coro)
- 12 Aria: "Più non vedrai quel perfido" (Aureliano)
- 13 Terzett: "Mille sospiri e lagrime" (Zenobia, Arsace, Aureliano)
- 14 Aria: "Non mi lagno che il mio bene" (Publia)
- 15 Kör: "Nel tuo core unita sia"
- 16 Final II: "Copra un eterno oblio" (Aureliano, kör, Publia, Oraspe, Licinio, Zenobia, Arsace)

Rossinis inspiration var inte på topp när han komponerade operan, trots en bra blandning av hjältemodiga och finstämda element. Flera av numren återkom i senare operor, inklusive ouvertyren vilken Rossini inkorporerade i Barberaren i Sevilla